# Линс де Араужо, Ипожукан
Ипожукан Линс де Араужо (порт.-браз. Ipojucan Lins de Araújo; 3 июня 1926, Масейо — 19 июня 1978, Сан-Паулу), настоящее имя Ипужукан Линс де Араужо (порт.-браз. Ipujucan Lins de Araújo) — бразильский футболист, нападающий. Занимает 5-е место по общему количеству голов за клуб «Васко да Гама» — 225 мячей.

## Карьера
Ипожукан родился в городе Масейо, однако в юном возрасте он, вместе с семьёй, переехал в Рио-де-Жанейро. Там он заниматься футболом, играя на улицах города. Там его заметил один из скаутов клуба «Канто до Рио» и пригласил в команду. Там он начал карьеру, выступая в молодёжном составе «Канто».
В 1941 году он был замечен скаутами клуба «Васко да Гама» и начал играть за молодёжный состав «Васко». С 1944 года Ипожукан начал выступления за взрослую команду «Васко», а через год выиграл с ней чемпионат штата Рио-де-Жанейро, а через 2 года повторил этот успех, а затем, в 1949 году выиграл свой третий титул.
В 1950 году, в перерыве финала чемпионата штата с «Америкой», Ипожукано стало плохо, из-за промаха, когда форвард, обойдя всех игроков соперника, пробил прямо в руки вратарю. В перерыве он лежал на полу и молился, а затем попросил главного тренера команды, Флавио Косту, не выпускать его на второй тайм. Однако Коста надавил на него, дал ему два печенья и назвал сыном. И Ипожукан вышел на поле, сделав голевую передачу на Адемира, чем помог клубу выиграть матч, .
В 1952 году Ипожукан выиграл свой 5-й титул чемпиона Рио-де-Жанейро, а через 2 года покинул клуб. В 1954 году Ипожукан перешёл в клуб «Португеза Деспортос». Через год он выиграл с «Португезой» турнир Рио-Сан-Паулу. В 1958 году он принял решение завершить профессиональную карьеру.

## Международная карьера
В составе сборной Бразилии Ипожукан дебютировал 20 апреля 1952 года в матче панамериканских игр с Чили, заменив Балтазара; игра завершилась со счётом 3:0 в пользу Бразилии. на этом турнире Ипожукан больше не сыграл, однако и без него Бразилия выиграла турнир. В 1953 году Ипожукан в составе сборной поехал на чемпионат Южной Америки, где провёл 5 игр из 6-ти. На том же турнире он забил единственный мяч за сборную, который принёс победу бразильцам над Уругваем 1:0. Последний матч за национальную команду Ипожукан провёл 17 ноября 1955 года на Кубке Освалдо Круза с Парагваем, который завершился со счётом 3:3.

## Личная жизнь
Настоящее имя его было Ипужукан (порт. Ipujucan), однако журналисты часто переиначивали написание, называя его Ипожукан (порт. Ipojucan / Ipojucã), Ипожука (порт. Ipojuca) и другие.
Ипожукан был женат на девушке Леоноре (умерла в 1998 году). У них было два сына (Ипожукан и Рита де Кассия) и 7 внуков.
Ипожукан не любил поезда.
К концу жизни Ипожукан очень сильно болел. Из-за любви к ночной жизни, на которую он потратил все свои деньги, у него развился туберкулёз и нефрит. В 1970 году он стал одним из первых людей в Южной Америке, которому была осуществлена трансплантация органа, почки, осуществлённая в больнице Дас Клиникас в Сан-Паулу доктором Сабагом на деньги которые ему дали меценаты. Конец своей жизни он провёл в нищете, часто, вместе с семьёй, голодал. Однажды он сказал одному журналисту: «У меня есть деньги, которых хватит на три дня. Что будет потом — не знаю…». В 1978 году Ипожукана начал мучить кашель, а затем он был отправлен в больницу с сердечной аритмией. 18 июня Ипожукан посмотрел матч чемпионата мира 1978 Бразилия — Аргентина, из-за чего ему стало плохо, и на следующий день он скончался.

## Международная статистика
| Матчи Ипожукана за сборную Бразилии | Матчи Ипожукана за сборную Бразилии | Матчи Ипожукана за сборную Бразилии | Матчи Ипожукана за сборную Бразилии | Матчи Ипожукана за сборную Бразилии | Матчи Ипожукана за сборную Бразилии | Матчи Ипожукана за сборную Бразилии |
| ----------------------------------- | ----------------------------------- | ----------------------------------- | ----------------------------------- | ----------------------------------- | ----------------------------------- | ----------------------------------- |
| №                                   | Дата                                | Место проведения                    | Оппонент                            | Счёт                                | Голы                                | Турнир                              |
| 1                                   | 20 апреля 1952                      | Сантьяго                            | Чили                                | 3:0                                 | —                                   | Панамериканский чемпионат           |
| 2                                   | 1 марта 1953                        | Лима                                | Боливия                             | 8:1                                 | —                                   | Чемпионат Южной Америки             |
| 3                                   | 15 марта 1953                       | Лима                                | Уругвай                             | 1:0                                 | 1                                   | Чемпионат Южной Америки             |
| 4                                   | 19 марта 1953                       | Лима                                | Перу                                | 0:1                                 | —                                   | Чемпионат Южной Америки             |
| 5                                   | 27 марта 1953                       | Лима                                | Парагвай                            | 1:2                                 | —                                   | Чемпионат Южной Америки             |
| 6                                   | 1 апреля 1953                       | Лима                                | Парагвай                            | 2:3                                 | —                                   | Чемпионат Южной Америки             |
| 7                                   | 20 сентября 1955                    | Сан-Паулу                           | Чили                                | 2:1                                 | —                                   | Кубок Бернардо О’Хиггинса           |
| 8                                   | 17 ноября 1955                      | Сан-Паулу                           | Парагвай                            | 3:3                                 | —                                   | Кубок Освалдо Круза                 |

1. ↑  Некоторые источники приписывают третий гол Пинге, другие — Ипожукану, утверждая, что мяч только коснулся Пинги, чем попасть в ворота

## Достижения
- Чемпион штата Рио-де-Жанейро: 1945, 1947, 1949, 1950, 1952
- Чемпион Панамерики: 1952
- Чемпион турнира Рио-Сан-Паулу: 1955
- Обладатель Кубка О’Хиггинса: 1955
- Обладатель Кубка Освалдо Круза: 1955